# Prinz und Bettelknabe
Pour plus de détails, voir Fiche technique et Distribution.
Prinz und Bettelknabe est un film autrichien réalisé par Alexander Korda, sorti en 1920.

## Synopsis
Adaptation du roman Le Prince et du Pauvre de Mark Twain.

## Fiche technique
- Titre : Prinz und Bettelknabe
- Réalisation : Alexander Korda
- Scénario : Lajos Biró d'après Le Prince et le Pauvre de Mark Twain
- Montage : Karl Hartl
- Pays d'origine :  Autriche
- Langue : Allemand
- Format : Noir et blanc - 1,33:1 - Film muet
- Genre : Film dramatique
- Dates de sortie : 
  - Autriche : 19 novembre 1920
  - Finlande : 5 décembre 1921
  - États-Unis : 13 août 1922 (New York)
  - Portugal : 21 avril 1924

## Distribution
- Tibor Lubinszky : Prince Édouard / Tom Canty
- Albert Schreiber : Henri VIII
- Adolf Weisse : Lord Protecteur
- Franz Herterich : John Canty
- Franz Everth : Miles Herndon
- Wilhelm Schmidt : Hugh Herndon